# Gerhard Friedrich Müller
Gerhard Friedrich Müller (auch Fjodor Iwanowitsch Miller; * 29. Oktober 1705 in Herford, Westfalen; † 11. Oktoberjul. / 22. Oktober 1783greg. in Moskau) war ein deutscher Historiker, Geograph, Russlandforscher und Forschungsreisender. Er wird „der Vater der sibirischen Geschichtsschreibung“ genannt.

## Leben und Wirken

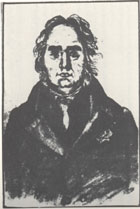
Gerhard Friedrich Müller

Müller besuchte zunächst das Friedrichs-Gymnasium Herford, an dem sein Vater Rektor war. Er studierte an der Universität Rinteln und der Universität Leipzig Philosophie und Geschichte. 1725 ging er nach Sankt Petersburg und war dort an der 1724/25 gegründeten Russischen Akademie der Wissenschaften als Geschichts- und Lateinlehrer tätig. Im Alter von 25 Jahren wurde er 1730 zum ordentlichen Professor an der Akademie der Wissenschaften ernannt, wie zuvor 1725 nur ein Landsmann, der Universalgelehrte Johann Peter Kohl. 1730 wurde Müller zudem zum Mitglied (Fellow) der Royal Society gewählt.
Im Forschungsauftrag der Akademie bereiste er Holland und England. Nach seiner Rückkehr wurde er zusammen mit Johann Georg Gmelin von der Zarin Anna Iwanowna mit der Leitung der historischen und ethnographischen Arbeitsgruppe der Zweiten Kamtschatkaexpedition (1733–1743) beauftragt. Als Dolmetscher diente ihm dabei der Veterinär-Praporschtschik Jakob Lindenau, der eine detaillierte geographische und ethnographische Beschreibung der besuchten Örtlichkeiten und Völker Sibiriens, insbesondere der Jakuten und Tungusen, verfasste.
1736 fand Professor Müller im Archiv der Jakutsker Kanzlei Beweise, dass nicht Vitus Bering 1728 als erster die Beringstraße durchfuhr, sondern schon Jahre zuvor der russische Pelztierhändler Semjon Deschnjow zusammen mit Fedot Popow und Gerassim Ankudinow. 1761 wurde er korrespondierendes Mitglied der Académie des sciences.

## Schriften
- Gerhard Friedrich Müller: Sammlung rußischer Geschichte, 9 Bände, Sankt Petersburg 1732–1764 (später fortgesetzt von Ewers und von Engelhardt), online abrufbar über das Digitalisierungszentrum der SUB Göttingen (enthält als Band 3: Nachrichten von Seereisen, und zur See gemachten Entdeckungen, die von Rußland aus längst den Küsten des Eißmeeres und auf dem Ostlichen Weltmeere gegen Japon und Amerika geschehen sind, Sankt Petersburg 1758)
- Gerard Fridrich Miller [Gerhard Friedrich Müller]: Opisanie sibirskich narodov. [Beschreibung sibirischer Völker]. Hrsg. von Aleksandr Christianovich Elert und Wieland Hintzsche. Pamjatniki Istoricheskoj Mysli, Moskau 2009.
- Gerhard Friedrich Müller: Ethnographische Schriften I. Bearbeitet von Wieland Hintzsche und Aleksandr Christianovich Elert unter Mitarbeit von Heike Heklau. Verlag der Franckeschen Stiftungen zu Halle, Harrassowitz Verlag in Kommission (= Quellen zur Geschichte Sibiriens und Alaskas aus russischen Archiven, Bd. 8, Teilbd. 1: Beschreibung der sibirischen Völker [ca. 1736–1747]). Halle 2010, ISBN 978-3-447-06402-6.

Briefwechsel:
Die Berliner und die Petersburger Akademie der Wissenschaften im Briefwechsel Leonhard Eulers, Teil 1: Der Briefwechsel L. Eulers mit G. F. Müller 1735–1767 (=Quellen und Studien zur Geschichte Osteuropas, Band III/1), Akademie-Verlag Berlin 1959
Peter Hoffmann (Hrsg.): Geographie, Geschichte und Bildungswesen in Rußland und Deutschland im 18. Jahrhundert. Briefwechsel Anton Friedrich Büsching – Gerhard Friedrich Müller 1751–1783 (=Quellen und Studien zur Geschichte Osteuropas, Band XXXIII), akademie-Verlag Berlin 1995, ISBN 3-=5-002251-5